# 알프레드 뮐러 아르막

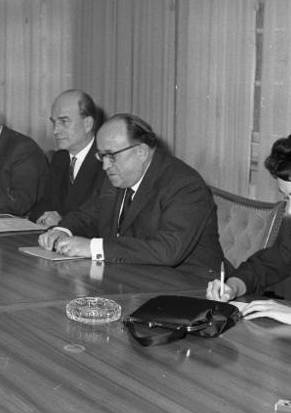

알프레드 뮐러 아르막(Alfred Müller-Armack, 1901년 6월 28일 ~ 1978년 3월 16일)은 독일의 경제학자이자 정치인이었다. 그는 1946년에 '사회적 시장경제'라는 용어를 만들었다.
뮐러-아르막은 뮌스터 대학교와 쾰른 대학교의 경제학 교수였다. 그는 "쾰른 학교"의 중심 인물이었다. 그는 항상 경제는 인류에게 봉사해야 한다고 지적했다. 규제 환경은 모든 사람에게 최선의 경쟁 형태를 위한 기반을 제공해야 한다.
1933년에 그는 나치즘을 어느 정도 찬양하는 책인 신제국의 국가와 경제 질서에 대한 사상이라는 제목의 책을 출판했다. 그러나 나치는 이 책을 좋아하지 않았고 1935년에 제2판이 거부되었다. 그는 나치 정권과 독일군의 고문으로 일했으며 전후 경제 질서에 대한 논의에 기여했다. 나치 정권에 대해 점점 더 환멸을 느끼자 그는 학술 연구를 중단하고 종교 사회학 연구로 방향을 전환했다. 이로 인해 1948년에 "신 없는 세기"(Das Jahrhundert ohne Gott)라는 제목의 큰 책이 출판되었다.
전쟁 후 그는 독일 기독교민주연합(CDU)에 합류했고 1946년에 집필되어 1947년에 출판된 그의 저서 "경제 운영 및 시장 경제"(Wirtschaftslenkung und Marktwirtschaft)에서 "사회적 시장 경제"라는 문구를 만들었다. 그가 이해한 사회적 시장 경제는 자유 시장 경제의 힘과 역동성을 제한된 사회 균형 및 사회 보장 시스템과 결합했다. 1950년에 그는 쾰른대학교 정교수로 임명되었다.
뮐러 아르막은 프리드리히 하이에크가 설립한 자유 시장 경제학자와 고전적 자유주의 사상가들의 조직인 몽페를랭회의 회원이었지만 뮐러 아르막은 하이에크보다 자유주의 지향적이지 않았다.
1952년 이후 그는 루트비히 에르하르트(CDU) 휘하의 연방경제부에서 새로 창설된 정책부(Grundsatzabteilung)의 과장으로 근무했다. 1958년부터 1963년까지 그는 유럽부처 차관인 유럽 국무장관을 역임했다. 영국의 유럽경제공동체(EEC) 가입 협상이 실패하자 그의 사임은 1963년 말 발효됐다.
쾰른 대학교로 돌아와 1970년 은퇴할 때까지 계속 가르쳤다. 학문적, 정치적 활동 외에도 그는 유럽 투자은행(EIB) 이사회 위원, 유럽 투자 은행 이사회 회장, 1960년대와 1970년대의 라인강 제철소(Rheinischen Stahlwerke) 의장 등 여러 비즈니스 직책을 맡았다.
1971년에 그는 "유럽을 향하여 가는 길"(Auf dem Weg nach Europa)라는 제목의 회고록을 출판했다.